# دبيق جيراردي
الدبيق الجيراردي (باللاتينية: Bupleurum gerardii) نوع نباتي ينتمي إلى جنس الدبيق من الفصيلة الخيمية. سمي تكريماً لعالم النبات الإنكليزي جون جيرارد (بالإنجليزية: John Gerard)‏.

## الموئل والانتشار
موطن هذا النوع بلاد الشام والمغرب العربي والقوقاز ومعظم مناطق أوروبا.

## مرادفات للاسم العلمي
- (باللاتينية: Bupleurum aegyptiacum Nectoux ex H.Wolff)
- (باللاتينية: Bupleurum de-buenii Caball.)
- (باللاتينية: Bupleurum heterophyllum Link)
- (باللاتينية: Bupleurum gerardii var. heterophyllum (Link) Maire)
- (باللاتينية: Bupleurum gerardii var. intermedium (Loisel.) Maire)
- (باللاتينية: Bupleurum perfoliatum var. lanceolatum Desf.)
- (باللاتينية: Bupleurum protractum var. heterophyllum (Link) Boiss.)
- (باللاتينية: Bupleurum protractum subsp. heterophyllum (Link) Munby)
- (باللاتينية: Bupleurum subovatum f. abbreviatum H.Wolff)
- (باللاتينية: Bupleurum subovatum var. heterophyllum (Link) H.Wolff)
- (باللاتينية: Bupleurum subovatum var. longifolium Pamp.)
- (باللاتينية: Bupleurum subovatum f. oxyphyllum H.Wolff)